# Prom w Rathen

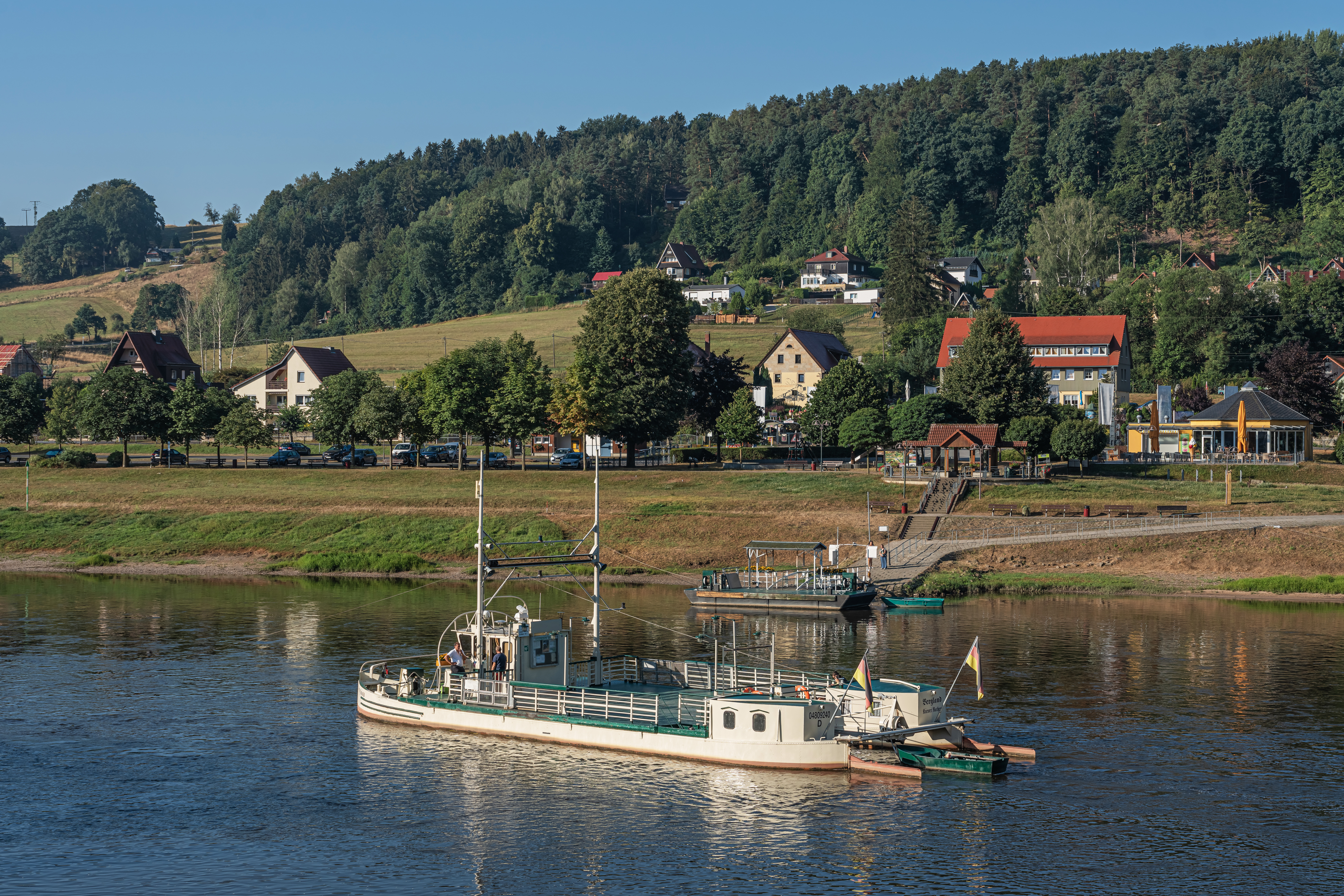
Prom na Łabie w Rathen, 2022

Prom w Rathen – pasażerski prom linowy na Łabie w Rathen w Saksonii.
Prom ten łączy Niederrathen na wschodnim brzegu z Oberrathen na brzegu zachodnim. W odległości 200 m od przystani promowej w Oberrathen znajduje się stacja kolejowa Kurort Rathen na drezdeńskiej S-Bahn. Prom umożliwia dostęp do formacji skalnych Bastei w Parku Narodowym Saskiej Szwajcarii, Amselsee oraz teatru skalnego Felsenbühne Rathen.
Prom jest własnością gminy Rathen. Przeprawy promowe rozpoczynają się o 5:30 i trwają do 23:45, siedem dni w tygodniu przez cały rok. W tygodniu prom funkcjonuje już od 4:30. W okresie letnim prom kończy pracę o 0:45. Mechanizm promu wykorzystuje naturalny prąd rzeczny. Prom jest przyczepiony do swobodnie pływającej liny, zakotwiczonej na dnie koryta rzeki. Tratwa przesuwa się swobodnie wzdłuż liny, niesiona przez prąd rzeczny.